# Selás (ås i Island, Norðurland eystra, lat 66,11, long -15,55)
Selás är en ås i republiken Island. Den ligger i regionen Norðurland eystra, 400 km nordost om huvudstaden Reykjavík.